# Општина Поплака (Сибињ)
Поплака (рум. Poplaca) општина је у Румунији у округу Сибињ.
Oпштина се налази на надморској висини од 518 m.